# 聖安東尼奧區 (普諾省)
聖安東尼奧區（西班牙語：Distrito de San Antonio），是秘魯的一個區，位於該國東南部普諾大區的普諾省，面積376.75平方公里，海拔高度4,700米，2005年人口1,613，人口密度每平方公里4.3人。